# Emilio Falero
Emilio Falero (n. Sagua la Grande, Cuba, 1947) desde 1962 reside en Florida, EE. UU., artista cubano.

## Biografía
Cursó sus estudios en 1966 y 1969 en las especialidades de pintura, escultura y cerámica con los artistas Rafael Soriano, Rafael Consuegra, Duane Hanson y Mark Wethley en Miami, Florida, U.S.A. También tomó estudios el Miami Dade Community College, North Campus, Miami, Florida, U.S.A. en 1967 y el Barry College, North Miami, Florida, U.S.A. en 1969.

## Exposiciones Personales
Este artista logra presentar varias exposiciones individuales, entre ellas se encuentran su primera presentación en 1974 en el Interamerican Development Bank, Washington D. C., U.S.A.; en 1979 la muestra Emilio Falero. Paintings, Drawings and Works in Progress,en Forma Gallery, Coral Gables, Florida, U.S.A.; en 1986 Correlations/Inversions: Recent Works by Emilio Falero, Acanthus Gallery, Coral Gables, Florida, U.S.A. y en 1987 Emilio Falero and Miguel Padura. Realism for the 80’s en los espacios del Miami-Dade Public Library System’s en el 15th Annual Hispanic Heritage Month, Coral Way, Miami, Florida, U.S.A.

## Exposiciones Colectivas
Entre las numerosas exposiciones colectivas en las que participa podemos ubicar sus presentaciones importantes en el Miami Dade Community College, North Campus, Miami, Florida, U.S.A. en 1969; en la 18th Annual Hortt Memorial Exhibition Museum of Art, Fort Lauderdale, Florida, U.S.A. en 1976; la Cintas Fellows Revisited: A Decade After, Main Library, Metro Dade Cultural Center, Miami, Florida, U.S.A. en 1988 y la gran exposición de Breaking Barriers. Selections from the Museum of Art’s Permanent Contemporary Cuban Collection Museum of Art, Fort Lauderdale, Florida, U.S.A.

## Premios
A la largo de su trabajo artístico ha recibido varios reconocimientos, entre ellos se encuentran en 1976 el Premio de la The Ziuta and Joseph James Akston Foundation en la 38th Annual Exhibition of Contemporary American Art Painting The Society of Four Arts, Palm Beach, Florida, U.S.A y el Premio de la Cintas Foundation Fellowship, New York, U.S.A.

## Colecciones
Las principales colecciones donde podemos encontrar su obras son: la Agrupación Católica Universitaria, Miami, Florida, U.S.A.; la Cintas Foundation Inc., New York, U.S.A.; el Lowe Art Museum, University of Miami, Coral Gables, Florida, U.S.A.; el Metropolitan Museum and Art Center, Miami, Florida, U.S.A. y el Miami Dade Public Library System, Florida, U.S.A.
- Datos: Q5371865